# FV103 Spartan
FV103 Spartan – brytyjski transporter opancerzony należący do rodziny pojazdów CVR(T), produkowany przez przedsiębiorstwo Alvis. Pojazd został wprowadzony do służby w British Army w 1978 roku.
Spartan przystosowany jest do przewozu dwuosobowej załogi i pięciu pasażerów. Niewielka liczba miejsc powoduje, że Spartan częściej wykorzystywany jest do transportu wyspecjalizowanych drużyn (np. przeciwlotniczych, saperów), niż zwykłej piechoty. Uzbrojenie pojazdu stanowi karabin maszynowy GPMG kalibru 7,62 mm.
Na bazie pojazdu opracowany został rakietowy niszczyciel czołgów FV120 Spartan MCT wyposażony w wyrzutnię przeciwpancernych pocisków kierowanych MILAN.